# Эвенхус, Нил
Нил Эвенхус (англ. Neal Evenhuis, Kornelus Luit Evenhuis, р. 16 апреля 1952, США) — американский энтомолог, диптеролог, старший исследователь Bishop Museum (Гавайи), бывший президент Международной комиссии по зоологической номенклатуре. Крупный специалист по двукрылым насекомым (Diptera).

## Биография
Родился 16 апреля 1952 года в городе Upland, округ Сан-Бернардино, штат Калифорния (США). Его родители эмигрировали в США из Нидерландов в 1938 году. В 1974 году он получил степень бакалавра наук по ботанике и энтомологии в Политехническом университете штата Калифорния в городе Помона. В 1976 году он начал работать в Bernice Pauahi Bishop Museum в Гонолулу (штат Гавайи), крупнейшем музее полинейзийской природы и культуры (по насекомым, которых там более 13 млн экз., это третья по величине в США коллекция). Два года спустя он получил степень Master по биологии. Несколько лет проводил собственные исследования по таксономии мух тихоокеанского бассейна. В 1988 году он получил докторскую степень Ph.D. по энтомологии в University of Hawaiʻi at Mānoa и начал работать полностью по своей специальности. Он описал более чем 500 новых для науки видов насекомых и опубликовал более 350 научных статей, специализировался по семействам Bombyliidae и Mythicomyiidae. В 1992 году за свои исследования он был удостоен награды Thomas Say Award, высшей награды Энтомологического общества Америки (Entomological Society of America), крупнейшего в мире в области энтомологии. Он также интересовался историей историей диптерологии и номенклатуры, был президентом Международной комиссии по зоологической номенклатуре.. Также проводил кампанию по обучению школьников для различения местных нативных видов от чужеродных интродуцированных.

## Таксономический юмор
В энтомологическом сообществе Эвенхус также известен своим чувством юмора, а также биномиальными именами, придуманными им, которые привлекли широкое внимание. После открытия новых таксонов из рода Phthiria в 1985 году, он решил назвать его Phthiria relativitae, как игра слов по релятивистской теории относительности. Для того чтобы обеспечить публикацию названия в научном журнале, и, таким образом, его принятия, избегая критики англоязычных ученых, он опубликовал его в польском журнале «Polskie Pismo Entomologiczne». В 2002 году он назвал род вымерших мух из семейства Mythicomyiidae именем Carmenelectra в честь модели с «великолепным» телом Кармен Электры. В том же году, он описал Pieza pi (по 16-й букве греческого алфавита Пи) и Pieza deresistans (хрупкие), а также Reissa roni. В 2013 году он назвал вымершую муху Riga в честь астероида (1796) Рига. Новый вид мух-зеленушек из Французской Полинезии он назвал как Campsicnemus popeye за сходство с мультипликационным персонажем моряком Попаем, имеющим раздутые предплечья.

## Рекорд Frisbee
12 мая 1980 года он стал обладателем мирового рекорда по flying disc games в командной спортивной игре с летающим диском (Frisbee), который удерживал 20 лет.

## Основные труды
Признан одним из крупнейших специалистов по двукрылым насекомым, главным образом из семейств Bombyliidae, Mythicomyiidae, Dolichopodidae, Keroplatidae. Им опубликовано более 350 научных статей и монографий, открыто и описано более 500 новых для науки видов насекомых.
- Allison, A. & Evenhuis, N.L. 1994. Potential environmental effects of construction of the Bishop Museum Science Center. Environmental Notification report prepared for the U.S. Department of Energy. Bishop Museum Technical Report 6: ii + 130 p.
- Cowie,R.H., Evenhuis, N.L. & Christensen, C.C. 1995. Catalog of the native land and freshwater molluscs of Hawaii. Backhuys Publishers, Leiden. vi + 248 p. [8 June]
- Evenhuis, N.L.. 1991. World catalog of genus-group names of bee flies (Diptera: Bombyliidae). Bishop Mus. Bull. Entomol. 5, vii + 105 p.
- Evenhuis, N.L. 1992. 1993 international fax directory for biologists. Pacific Science Association, Honolulu. 79 p.
- Evenhuis, N.L. 1992. An indexed bibliography of Bombyliidae (Insecta, Diptera): Supplement I. Bishop Mus. Tech. Rep. 2, 136 p.
- Evenhuis, N.L. 1994. Catalogue of the fossil flies of the world (Insecta: Diptera). Backhuys Publishers, Leiden. [viii] + 600 p.
- Evenhuis, N.L. 1997. Litteratura Taxonomica Dipterorum (1758—1930). 2 vols. Backhuys Publishers, Leiden. x + 871 p.
- Evenhuis, N.L. 2006. Catalog of the Keroplatidae of the world. Bishop Museum Bulletin in Entomology 13, 177 p.
- Evenhuis, N.L. & L.G. Eldredge, editors. 2004. Natural history of Nihoa and Necker Islands. Bishop Museum Bulletin in Cultural and Evironmental Studies 1, 220 p.
- Evenhuis, N.L. & Greathead, D.J. 1999. World catalog of bee flies (Diptera: Bombyliidae). Backhuys Publishers, Leiden. xlviii + 756 p.
- Evenhuis, N.L. & Greathead, D.J. 2003. World catalog of bee flies (Diptera: Bombyliidae): corregenda and addenda. Zootaxa 300, 64 p.
- Evenhuis, N.L. & Miller, S.E., eds. 1995. Records of the Hawaii Biological Survey for 1994. Part 1: articles. Bishop Museum Occasional Paper 41, 80 p.
- Evenhuis, N.L. & Miller, S.E., eds. 1995. Records of the Hawaii Biological Survey for 1994. Part 2: notes. Bishop Museum Occasional Paper 42, 68 p.
- Evenhuis, N.L. & Miller, S.E., eds. 1996. Records of the Hawaii Biological Survey for 1995. Part 1: articles. Bishop Mus. Occas. Pap. 45, 72 p.
- Evenhuis, N.L. & Miller, S.E., eds. 1996. Records of the Hawaii Biological Survey for 1995. Part 2: notes. Bishop Mus. Occas. Pap. 46, 50 p.
- Evenhuis, N.L. & Miller, S.E., eds. 1997. Records of the Hawaii Biological Survey for 1996. Part 1: articles. Bishop Mus. Occas. Pap. 48, 82 p.
- Evenhuis, N.L. & Miller, S.E., eds. 1997. Records of the Hawaii Biological Survey for 1996. Part 2: notes. Bishop Mus. Occas. Pap. 49, 71 p.
- Evenhuis, N.L. & Gon, S.M., III 1989. 22. Family Culicidae, p. 191—218.. In: Evenhuis, N.L., ed., Catalog of the Diptera of the Australasian and Oceanian Regions. Bishop Museum Press, Honolulu & E.J. Brill, Leiden.
- Evenhuis, N.L., Thompson, F.C., Pont, A.C. & Pyle, B.L. 1989. Literature Cited, p. 809—991. In: Evenhuis, N.L., ed., Catalog of the Diptera of the Australasian and Oceanian Regions. Bishop Museum Press, Honolulu & E.J. Brill, Leiden.
- Greathead, D.J. & Evenhuis, N.L. 2001. Annotated keys to the genera of African Bombylioidea (Diptera: Bombyliidae; Mythicomyiidae). African Invertebrates42: 105—224.
- Hall, J.C. & Evenhuis, N.L. 1980. Family Bombyliidae, p. 1-96. In: Griffiths, G.C.D. (ed.), Flies of the Nearctic Region. Vol. V, Part 13, Number 1, Stuttgart.
- Hall, J.C. & Evenhuis, N.L. 1981. Family Bombyliidae, p. 97-184. In: Griffiths, G.C.D. (ed.), Flies of the Nearctic Region. Vol. V, Part 13, Number 2. Stuttgart.
- Hall, J.C. & Evenhuis, N.L. 1982. Family Bombyliidae, p. 185—280. In: Griffiths, G.C.D. (ed.), Flies of the Nearctic Region. Vol. V, Part 13, Number 3. Stuttgart.
- Hall, J.C. & Evenhuis, N.L. 1984. Family Bombyliidae, p. 281—320. In: Griffiths, G.C.D. (ed.), Flies of the Nearctic Region. Vol. V, Part 13, Number 4. Stuttgart.
- Hall, J.C. & Evenhuis, N.L. 1986. Family Bombyliidae, p. 321—592. In: Griffiths, G.C.D., ed., Flies of the Nearctic Region. Vol. V, Part 13, Number 5. E. Schweizerbart, Stuttgart.
- Hall, J.C. & Evenhuis, N.L. 1987. Family Bombyliidae, p. 593—656. In: Griffiths, G.C.D., ed., Flies of the Nearctic Region. Vol. V, Part 13, Number 6. E. Schweizerbart, Stuttgart
- Steffan, W.A. Evenhuis, N.L., & Manning, D.L. 1980. Annotated bibliography of Toxorhynchites (Diptera: Culicidae). J. Med. Entomol. Suppl. 3: 1-140.
- Thompson, F.C. & Evenhuis, N.L. 1992. Resource directory for Diptera systematics. Washington, D.C. 54 p.

## Признание
- Thomas Say Award Энтомологического общества Америки
- президент Международной комиссии по зоологической номенклатуре